# Ben Youssef Meïté
Ben Youssef Meïté (Séguéla, 11 de noviembre de 1986) es un atleta marfileño especialista en las pruebas de velocidad de 100 metros, 200 metros y relevo 4x100.
Fue 6.º en la final de los 100 metros lisos de los Juegos Olímpicos de Río de Janeiro 2016.

## Palmarés internacional
| Campeonato Africano | Campeonato Africano | Campeonato Africano | Campeonato Africano |
| Año                 | Lugar               | Prueba              | Medalla             |
| ------------------- | ------------------- | ------------------- | ------------------- |
| 2010                | Nairobi             | 100 metros          | Medalla de oro      |
| 2010                | Nairobi             | 200 metros          | Medalla de plata    |
| 2012                | Porto Novo          | 200 metros          | Medalla de oro      |
| 2016                | Durban              | 100 metros          | Medalla de oro      |
| 2016                | Durban              | Relevo 4x100        | Medalla de plata    |
| Juegos Panafricanos |                     |                     |                     |
| Año                 | Lugar               | Prueba              | Medalla             |
| 2011                | Maputo              | 100 metros          | Medalla de plata    |
| 2011                | Maputo              | 200 metros          | Medalla de plata    |
| 2015                | Brazzaville         | 100 metros          | Medalla de oro      |
| 2015                | Brazzaville         | Relevo 4x100        | Medalla de oro      |